# Mus macedonicus
Mus macedonicus és una espècie de mamífer rosegador de la família dels múrids. Viu a altituds d'entre 0 i 500 msnm a Armènia, l'Azerbaidjan, Bulgària, Geòrgia, Grècia, l'Iran, Israel, Jordània, el Líban, Macedònia, Palestina, Sèrbia, Síria i Turquia. Ocupa una gran varietat d'hàbitats. És una espècie en risc mínim, és a dir, no sembla que hi hagi cap amenaça significativa per a la seva supervivència. El seu nom específic, macedonicus, significa ‘macedoni’ en llatí.